# Archipiélago de Cairu
Archipiélago de Cairu (en portugués: Arquipélago de Cairu) es el nombre de un conjunto de islas situadas en el Océano Atlántico, en la costa de Brasil, separadas del continente solo por un brazo de mar, muy cerca de la costa de Salvador. Es uno de los dos municipios brasileños formados  totalmente por archipiélagos (el otro es Ilhabela).
Se compone de 26 islas entre las que destacan Tinharé y Boipeba, y cuya localidad más conocida es el Morro de Sao Paulo.
Cairú es la segunda ciudad más antigua de todo Brasil después de Porto Seguro. Fue descubierta por los portugueses en 1501 y fundada en 1531. En el año 1608 se convirtió en municipio, conocido como Vila de Nossa Senhora do Rosario do Cairu. Actualmente,las islas del archipiélago siguen habitadas por nativos descendientes de tribus indígenas, principalmente los Índios Aymorés. Su principal recurso económico, además del turismo, es la pesca. 
- Geografía de Brasil
- Geografía de América